# انتقام زورو
انتقام زورو (اسپانیایی: La venganza del Zorro‎) که با نام سایهٔ زورو (انگلیسی: The Shadow of Zorro) هم شناخته می‌شود، یک فیلم ماجراجویی وسترن به کارگردانی خواکین لوئیس رومرو مارچنت است که در سال ۱۹۶۲ منتشر شد و در آن هنگام یکی از فیلم‌های بسیار موفق وسترن بود.

## گزیدهٔ بازیگران
- فرانک لاتیمور در نقش زورو
- ماریا لوس گالیسیا در نقش ماریا
- رافائل رومرو مارچنت
- هوارد ورنون
- ماریا سیلوا
- مانوئل الکساندره
- فرناندو دلگادو
- ایران ائوری
- آنتونیو مولینو روخو
- لورنسو روبلدو
- آنخل آلوارس